# Фаменински округ
Фаменински округ (перс. شهرستان فامنین) је један од девет округа у покрајини Хамадан на западу Ирана. Главни град округа је Фаменин.
По попису из 2006. године, у округу је живело 40.541 становника, у 9.928 породица.
Округ је подељен у две области: 
- Централна област
- Пишхур област.